# خانه سعیدیان

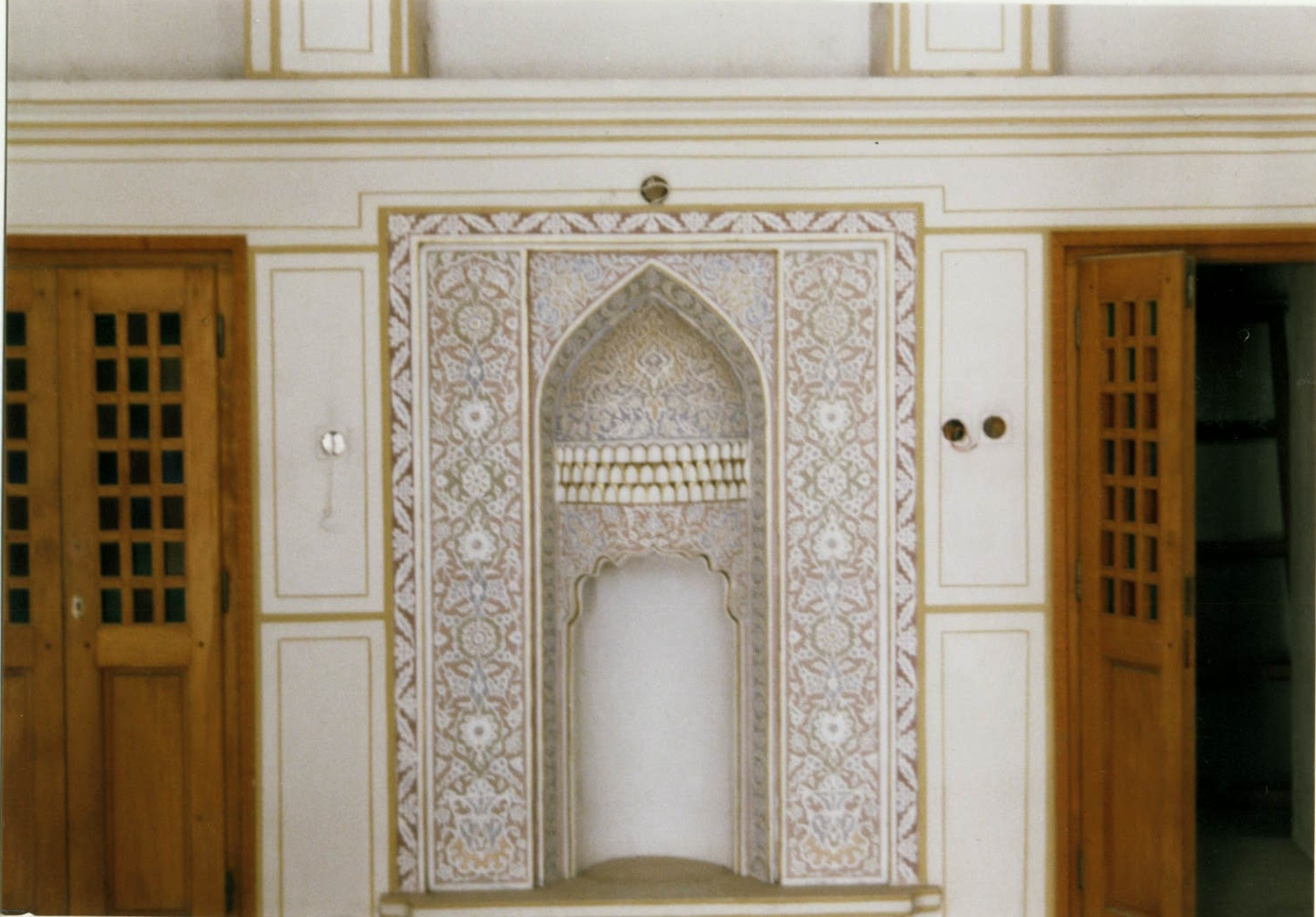
شومینۀ گچبری‌شدۀ خانۀ تاریخی سعیدیان

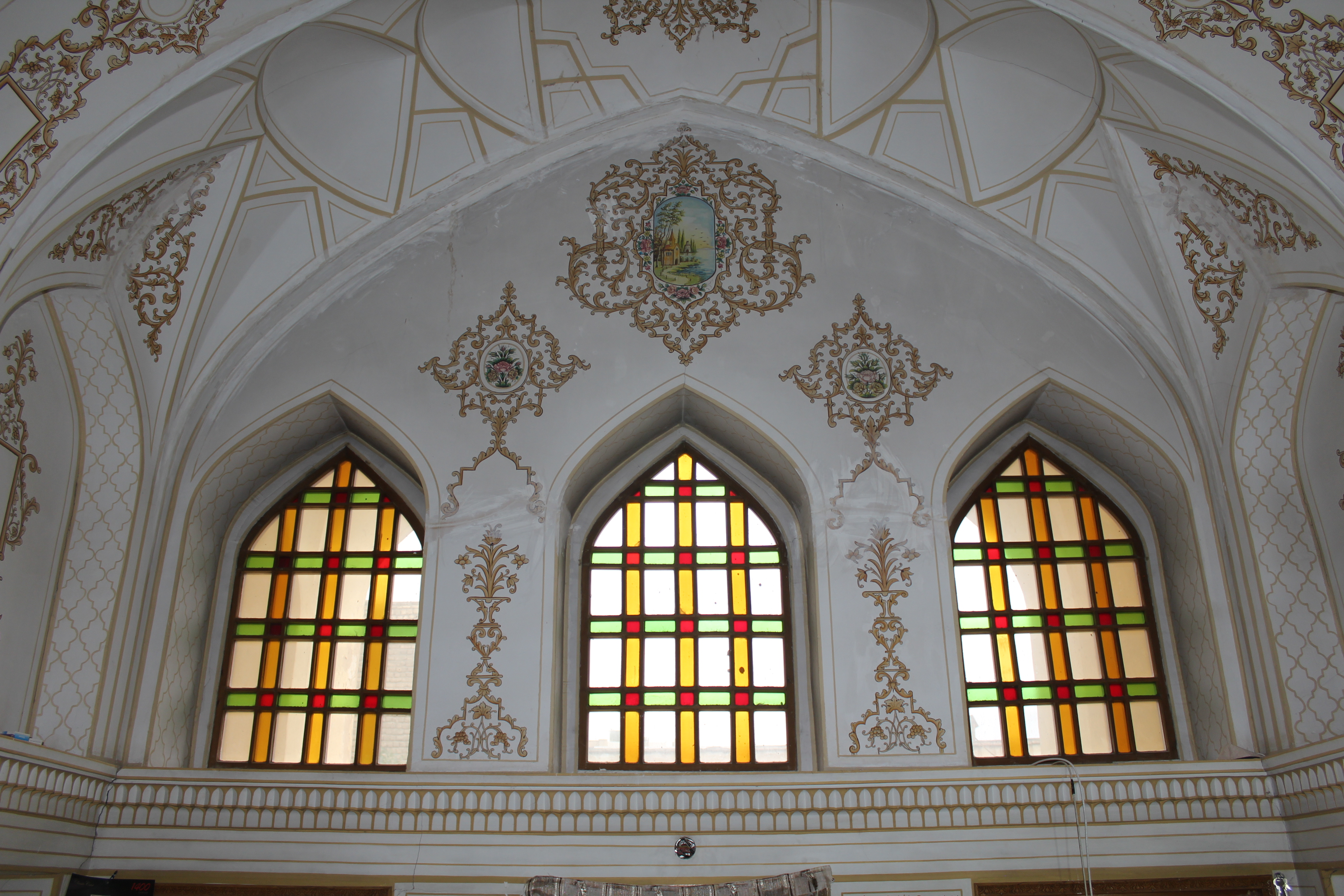
بخشی از تزیینات یکی از اتاق‌های خانه تاریخی سعیدیان

خانه سعیدیان مربوط به دوره زند است و در شهرستان اصفهان، خوراسگان، خیابان اباذر، کوچه خان واقع شده و این اثر در تاریخ ۲۴ اسفند ۱۳۸۳ با شمارهٔ ثبت ۱۱۵۵۴ به‌عنوان یکی از آثار ملی ایران به ثبت رسیده‌است.
طبق اسناد تاریخی، این خانه دیوان‌خانۀ خانه‌ای دیگر به نام خانۀ تاریخی فتاحی بوده است.